# رودولف كريستوف فون غيرسدورف
رودولف كريستوف فرايهر فون غيرسدورف (27 مارس 1905 - 27 يناير 1980) كان ضابطًا في الجيش الألماني. حاول اغتيال أدولف هتلر بتفجير انتحاري في 21 مارس 1943؛ فشلت الخطة عندما غادر هتلر في وقت مبكر، ولكن لم يتم الكشف عن غيرسدورف. في نفس الشهر، اكتشف جنود من وحدته المقابر الجماعية لمذبحة كاتين السوفيتية.

## مهنة عسكرية
في عام 1926، تمت ترقية غيرسدورف إلى رتبة ملازم ثاني، وفي عام 1934 إلى ريتميستر (قائد سلاح الفرسان). في اليوم التالي تخرج من الأكاديمية العسكرية البروسية في برلين. في عام 1939 ، تم نشر وحدته في الغزو الألماني لبولندا، وعمل بعد ذلك ضابطًا في هيئة الأركان العامة في معركة فرنسا.

## روابط خارجية
- رودولف كريستوف فون غيرسدورف على موقع مونزينجر (الألمانية)

### اقتباسات
1. 1 2  filmportal.de | Rudolf-Christoph Freiherr von Gersdorff، QID:Q15706812